# Revision Control System
Revision Control System o RCS es una implementación en software del control de versiones que automatiza las tareas de guardar, recuperar, registrar, identificar y mezclar versiones de archivos. RCS es útil para archivos que son modificados frecuentemente, por ejemplo programas informáticos, documentación, gráficos de procedimientos, monografías y cartas. RCS también puede ser utilizado para manejar archivos binarios, pero con eficacia y eficiencia reducidas. Las distintas versiones son archivadas mediante la ayuda de la herramienta diff.
RCS fue inicialmente desarrollado en la década de 1980 por Walter F. Tichy mientras estaba en la Purdue University. Actualmente es parte del Proyecto GNU aunque es mantenido por la Purdue University.
No es posible trabajar con proyectos enteros ya que opera solamente con archivos individuales, ni permite que varios usuarios trabajen en el mismo archivo simultáneamente, por lo que ha sido superado por CVS y otros paquetes hábiles para soportar proyectos complejos. Pero cuando se está en un escenario de usuarios independientes, o con archivos de configuración de un servidor o archivos de scripts de automatización, RCS es preferido por su simplicidad y porque no requiere un daemon corriendo para poder trabajar. CVS fue originalmente basado en RCS.
Muchas herramientas wiki, incluido TWiki, utilizan RCS para guardar las versiones de los documentos.